# Cross Road (음반)
| 전문가 평가                   | 전문가 평가 |
| 평가 점수                     | 평가 점수   |
| 출처                          | 점수        |
| ----------------------------- | ----------- |
| AllMusic                      | [ 2 ]       |
| NME                           | 7/10        |
| Q                             | 5/별        |
| The Rolling Stone Album Guide | [ 1 ]       |

《Cross Road》는 1994년 10월 11일, 머큐리 레코드에서 발매한 미국의 록 밴드 본 조비의 첫 번째 공식 컴필레이션 음반이다. 이 음반에는 이전에 발매된 모든 음반인 《Bon Jovi》 (1984년)부터 《Keep the Faith》 (1992년)의 히트곡이 수록되어 있다. 이 음반에는 히트 싱글인 〈Always〉와 〈Someday I'll Be Saturday Night〉의 두 트랙과 북미 버전에서만 사용할 수 있는 〈Prayer '94〉라는 제목의 〈Livin' on a Prayer〉의 새로운 업데이트 버전도 수록되어 있다.
〈Runaway〉는 현재 밴드와 함께 녹음된 적이 없지만, 그 당시 음반에 〈Runaway '94〉를 넣을 계획이었지만 녹음된 적은 없었다. 커버 아트에 위치한 식당은 뉴저지주 월타운십에 있는 로드사이드 다이너로 33번 국도와 34번 국도의 교차로 근처에 있다.
그 음반의 첫 싱글 〈Always〉는 많은 나라에서 5위 안에 들었다. 빌보드 핫 100에서 6개월 동안 상위 10위 안에 들었고, 미국에서 본 조비의 가장 많이 팔린 싱글이 되었다. 국제적인 성공은 그 음반이 13개국에서 1위로 정점을 찍도록 도왔고 1994년 폴리그램의 가장 많이 팔린 음반이 되었다.  많은 나라에서 본 조비의 가장 많이 팔린 음반이고 계속해서 잘 팔리고 있다. 전 세계적으로 2,150만 장 이상이 팔렸고, 가장 많이 팔린 음반 목록 중 하나가 되었다.

## 발매 및 평가
미국에서 이 음반은 데뷔하여 1994년 11월 5일, 빌보드 200에서 8위로 정점을 찍었고, 84,000장이 판매되었으며, 다음 주에는 13위로 하락하여 57주 동안 차트에 머물렀다. 1998년 10월 15일, 미국 음반 산업 협회로부터 4배 플래티넘 인증을 받았으며, 이는 400만 장의 출하량을 나타낸다. 닐슨 사운드스캔에 따르면 이 음반은 2006년 324,000장이 판매된 것을 포함하여 2011년 9월 현재 미국에서 495만 1,000장이 판매되었다.
영국에서 《Cross Road》는 영국 음반 차트에서 1위로 데뷔했고, 이후 1994년의 베스트 셀러 음반이 되면서, 연속으로 총 5주를 차트 정상에서 보냈다. 이 음반은 영국 축음기 협회에 의해 6배 플래티넘 인증을 받았다. 이 음반은 오스트리아, 덴마크, 독일, 이탈리아, 포르투갈, 스위스를 포함한 여러 다른 유럽 국가에서 차트 1위를 차지했다. 2007년에는 유럽 전역에서 800만 장의 판매고를 올린 것으로 국제 음반 산업 협회에 의해 10배 플래티넘 인증을 받기도 했다.

## 곡 목록
| #   | 제목                               | 작사·작곡                                | 음반                           | 재생 시간 |
| --- | ---------------------------------- | ---------------------------------------- | ------------------------------ | --------- |
| 1.  | 〈Livin' on a Prayer〉             | 존 본 조비, 리치 샘보라, 데스몬드 차일드 | 《Slippery When Wet》 (1986년) | 4:11      |
| 2.  | 〈Keep the Faith〉                 | 본 조비, 샘보라, 차일드                  | 《Keep the Faith》 (1992년)    | 5:45      |
| 3.  | 〈Someday I'll Be Saturday Night〉 | 본 조비, 샘보라, 차일드                  | 신곡                           | 4:38      |
| 4.  | 〈Always〉                         | 본 조비                                  | 신곡                           | 5:52      |
| 5.  | 〈Wanted Dead or Alive〉           | 본 조비, 샘보라                          | 《Slippery When Wet》          | 5:07      |
| 6.  | 〈Lay Your Hands on Me〉           | 본 조비, 샘보라                          | 《New Jersey》 (1988년)        | 5:58      |
| 7.  | 〈You Give Love a Bad Name〉       | 본 조비, 샘보라, 차일드                  | 《Slippery When Wet》          | 3:43      |
| 8.  | 〈Bed of Roses〉                   | 본 조비                                  | 《Keep the Faith》             | 6:34      |
| 9.  | 〈Blaze of Glory〉                 | 본 조비                                  | 《Blaze of Glory》 (1990년)    | 5:40      |
| 10. | 〈In These Arms〉                  | 본 조비, 샘보라, 차일드                  | 《Keep the Faith》             | 5:16      |
| 11. | 〈Bad Medicine〉                   | 본 조비, 샘보라, 차일드                  | 《New Jersey》                 | 5:14      |
| 12. | 〈I'll Be There for You〉          | 본 조비, 샘보라                          | 《New Jersey》                 | 5:41      |
| 13. | 〈In and Out of Love〉             | 본 조비                                  | 《7800° Fahrenheit》 (1985년)  | 4:23      |
| 14. | 〈Runaway〉                        | 본 조비, 조지 카라크                     | 《Bon Jovi》 (1984년)          | 3:50      |

## 인증
| 국가                                                                                         | 인증         | 판매량/출하량 |
| -------------------------------------------------------------------------------------------- | ------------ | ------------- |
| 아르헨티나 (CAPIF)                                                                           | 4× 플래티넘  | 240,000^      |
| 오스트레일리아 (ARIA)                                                                        | 13× 플래티넘 | 910,000       |
| 오스트리아 (IFPI 오스트리아)                                                                 | 3× 플래티넘  | 150,000*      |
| 벨기에 (BEA)                                                                                 | 2× 플래티넘  | 100,000*      |
| 브라질 (Pro-Música Brasil)                                                                   | 플래티넘     | 320,000       |
| 캐나다 (뮤직 캐나다)                                                                         | 다이아몬드   | 1,000,000^    |
| 핀란드 (Musiikkituottajat)                                                                   | 2× 플래티넘  | 123,354       |
| 칠레                                                                                         | 플래티넘     | 25,000        |
| 체코                                                                                         | 플래티넘     | 50,000        |
| 프랑스 (SNEP)                                                                                | 플래티넘     | 300,000*      |
| 독일 (BVMI)                                                                                  | 2× 플래티넘  | 1,000,000^    |
| 홍콩 (IFPI 홍콩)                                                                             | 3× 플래티넘  | 60,000*       |
| 헝가리 (MAHASZ)                                                                              | 골드         |               |
| 인도                                                                                         | 골드         | 10,000        |
| 인도네시아                                                                                   | 5× 플래티넘  | 250,000       |
| 아일랜드 (IRMA)                                                                              | 3× 플래티넘  | 45,000^       |
| 이탈리아 (FIMI)                                                                              | 5× 플래티넘  | 500,000*      |
| 일본 (RIAJ)                                                                                  | 밀리언       | 1,150,000     |
| 말레이시아                                                                                   | 4× 플래티넘  | 100,000       |
| 멕시코 (AMPROFON)                                                                            | 2× 플래티넘  | 500,000^      |
| 네덜란드 (NVPI)                                                                              | 2× 플래티넘  | 200,000^      |
| 뉴질랜드 (RMNZ)                                                                              | 7× 플래티넘  | 105,000^      |
| 노르웨이 (IFPI 노르웨이)                                                                     | 2× 플래티넘  | 100,000*      |
| 필리핀 (PARI)                                                                                | 3× 플래티넘  | 90,000        |
| 폴란드 (ZPAV)                                                                                | 골드         | 50,000*       |
| 포르투갈 (AFP)                                                                               | 3× 플래티넘  | 120,000^      |
| 싱가포르 (RIAS)                                                                              | 4× 플래티넘  | 60,000        |
| 남아프리카 공화국 (RISA)                                                                     | 2× 플래티넘  | 100,000*      |
| 대한민국 (KMCA)                                                                              | 2× 플래티넘  | 60,000        |
| 스페인 (PROMUSICAE)                                                                          | 4× 플래티넘  | 400,000^      |
| 스웨덴 (GLF)                                                                                 | 플래티넘     | 100,000^      |
| 스위스 (IFPI 스위스)                                                                         | 3× 플래티넘  | 150,000^      |
| 타이완 (RIT)                                                                                 | 6× 플래티넘  | 300,000       |
| 타이                                                                                         | 플래티넘     | 50,000        |
| 영국 (BPI)                                                                                   | 6× 플래티넘  | 1,867,427     |
| 미국 (RIAA)                                                                                  | 4× 플래티넘  | 5,000,000     |
| 미국 (RIAA) video                                                                            | 골드         | 50,000^       |
| 요약                                                                                         |              |               |
| 유럽 (IFPI)                                                                                  | 8× 플래티넘  | 8,000,000*    |
| 전 세계                                                                                      | —            | 21,000,000    |
| *판매량을 기반으로 한 인증 · ^출하량을 기반으로 한 인증 · 판매량+스트리밍을 기반으로 한 인증 |              |               |

## 같이 보기
- 가장 많이 팔린 음반 목록